# Strophius didacticus
Strophius didacticus är en spindelart som beskrevs av Cândido Firmino de Mello-Leitão 1917. 
Strophius didacticus ingår i släktet Strophius och familjen krabbspindlar. Inga underarter finns listade i Catalogue of Life.